# Paul Dupuis
Pour les articles homonymes, voir Dupuis (homonymie) et Paul Dupuis (homonymie).
Vous pouvez aider à l'améliorer ou bien discuter des problèmes sur sa page de discussion.
- Il ne cite pas suffisamment ses sources. Vous pouvez indiquer les passages à sourcer avec {{référence nécessaire}} ou {{Référence souhaitée}}, et inclure les références utiles en les liant aux notes de bas de page. (Marqué depuis février 2021)
- Il ne s’appuie pas, ou pas assez, sur des sources secondaires ou tertiaires. (Marqué depuis février 2021)
- Son texte doit être wikifié : il ne correspond pas à la mise en forme Wikipédia (style, typographie, liens internes, liens entre les wikis, etc.). (Marqué depuis février 2021)
- Il n’est pas rédigé dans un style encyclopédique. (Marqué depuis février 2021)

- Archive Wikiwix
- Bing
- Cairn
- DuckDuckGo
- E. Universalis
- Gallica
- Google
- G. Books
- G. News
- G. Scholar
- Persée
- Qwant
- (zh) Baidu
- (ru) Yandex
- (wd) trouver des œuvres sur Wikidata

Paul Dupuis, né le 11 août 1916 à Montréal et mort le 23 janvier 1976 à Saint-Sauveur (Québec), est un acteur québécois.

## Biographie
Il s'initie au théâtre avec les Compagnons de Saint-Laurent du père Émile Legault. En 1937, il entre à Radio-Canada comme annonceur et devient, par la suite, comédien pour le radioroman Un homme et son péché.
En 1942, il devient correspondant de guerre. Après cette expérience, il retourne en Grande-Bretagne pour se familiariser avec le milieu du cinéma. Il signe alors un contrat de cinq ans avec Arthur Rank, ce qui lui permet de jouer dans une dizaine de longs métrages, parmi lesquels Johnny Frenchman (1945), Against the Wind (1948), Sleeping Car to Trieste (1948), Madness of Heart (1948), Passeport pour Pimlico (1948), The Romantic Age (1949) et The Reluctant Widow (1950). 
Il tourne aussi en France, mais dans des productions de moindre envergure, comme Les pépées font la loi (1954). 
Il revient au Québec dans les années 1950. Il poursuit sa carrière, notamment dans les films La Forteresse, Son copain, Étienne Brûlé gibier de potence et Tit-Coq. Les téléspectateurs se souviennent surtout de lui dans Les Belles Histoires des pays d'en haut, où il incarne l'écrivain Arthur Buies, dès le premier épisode, le 8 octobre 1956.
En 1970, il devient animateur de l'émission Bon voyage, à Télé-Métropole, mais il démissionne la même année. Il disparait ensuite pendant quelques années, où il vit en Australie et en Nouvelle-Zélande.  
Lorsqu'il revient au Québec, il fait un retour comme animateur à  CKVL, où il est renvoyé en raison de ses opinions.  
Paul Dupuis décède dans un hôtel de Saint-Sauveur le 23 janvier 1976.

## Filmographie sélective
- 1976: à la télévision de Radio Canada : L’océan de Marie-Claire Blais

- 1967-1969 : D'Iberville (série télévisée) : Louis de Buade de Frontenac
- 1956 : Les Belles Histoires des pays d'en haut (série télévisée) : Arthur Buies
- 1955 : Les pépées font la loi : Masson, le mari d'Elvire
- 1955 : Napoléon : Neipperg
- 1953 : Tit-Coq : Le Padre
- 1952 : Étienne Brûlé gibier de potence : Étienne Brûlé
- 1951 : L'Inconnue de Montréal : Paul Laforêt
- 1949 : Passeport pour Pimlico : le duc de Bourgogne
- 1948 : Les Guerriers dans l'ombre :  Jacques Picquart
- 1947 : La Forteresse : Michel Lacoste
- 1946 : La Dame en bleu : Poerre